# To tylko koniec świata

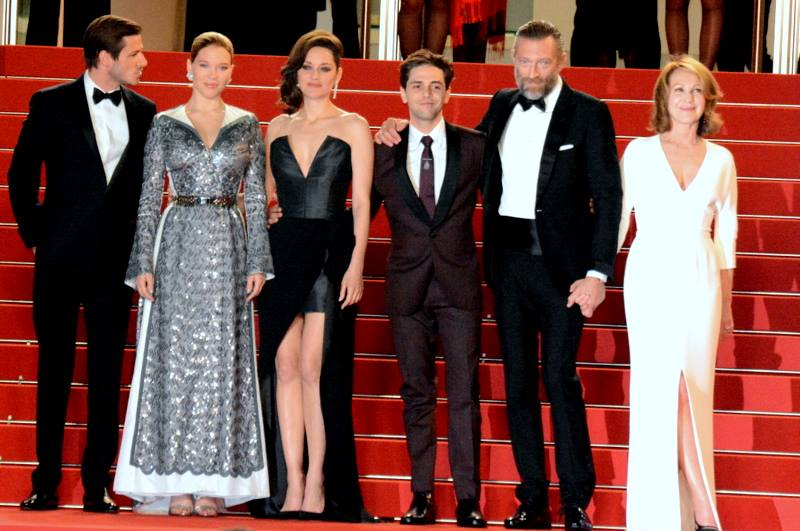
Reżyser filmu i aktorzy podczas premiery filmu na MFF w Cannes w 2016 roku

To tylko koniec świata (fr. Juste la fin du monde) – kanadyjsko-francuski dramat filmowy z 2016 roku w reżyserii i według scenariusza Xaviera Dolana. Adaptacja sztuki teatralnej pod tym samym tytułem pióra Jean-Luca Lagarce'a. Zdjęcia kręcono w kanadyjskiej prowincji Quebec.
Światowa premiera filmu mała miejsce 19 maja 2016 r., podczas 69. Międzynarodowego Festiwalu Filmowego w Cannes, w ramach którego obraz brał udział w Konkursie Głównym. Na tym festiwalu obraz otrzymał drugą nagrodę − Grand Prix. Następnie film został zaprezentowany na festiwalach filmowych m.in. w Sydney oraz Karlowych Warach.

## Obsada
- Nathalie Baye jako Martine
- Vincent Cassel jako Antoine
- Marion Cotillard jako Catherine
- Léa Seydoux jako Suzanne
- Gaspard Ulliel jako Louis
- Arthur Couillard jako Gaby

i inni

## Nagrody i nominacje
69. Międzynarodowy Festiwal Filmowy w Cannes
- nagroda: Grand Prix − Xavier Dolan
- nagroda: Nagroda Jury Ekumenicznego − Xavier Dolan
- nominacja: Złota Palma − Xavier Dolan

42. ceremonia wręczenia Cezarów
- nominacja: najlepszy film zagraniczny (Kanada) – Xavier Dolan
- nominacja: najlepszy reżyser − Xavier Dolan
- nominacja: najlepszy aktor − Gaspard Ulliel
- nominacja: najlepszy aktor w roli drugoplanowej − Vincent Cassel
- nominacja: najlepsza aktorka w roli drugoplanowej − Nathalie Baye
- nominacja: najlepszy montaż − Xavier Dolan